# 羅特萬爾峰

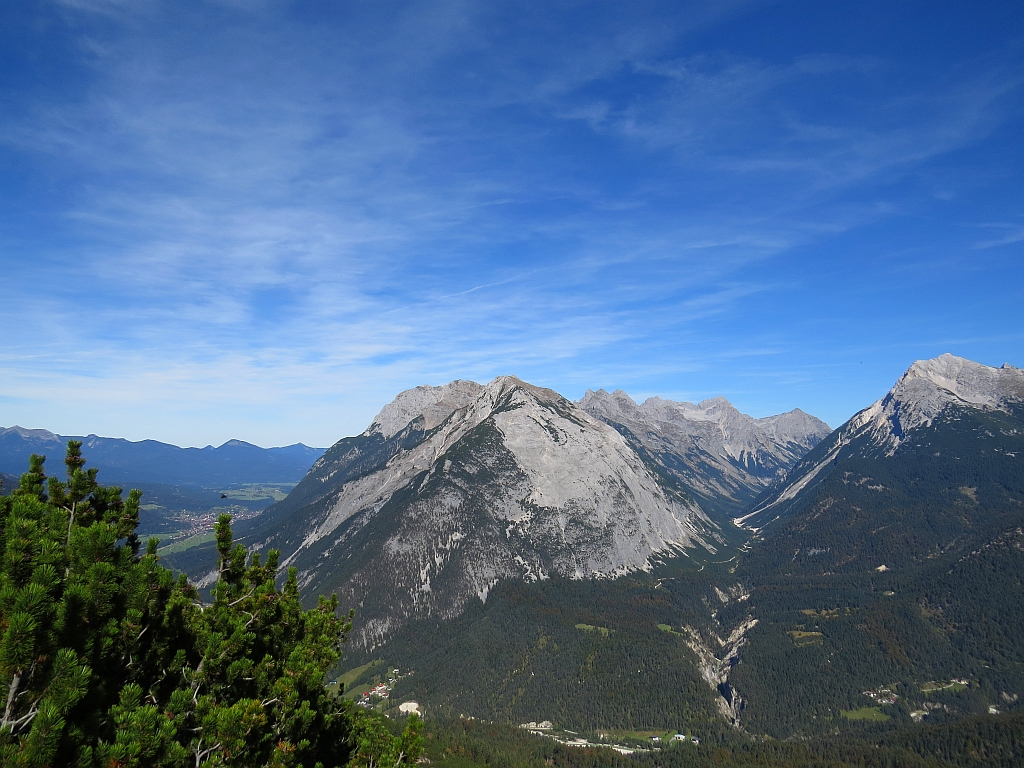

47°24′25″N 11°17′18″E / 47.40694°N 11.28833°E
羅特萬爾峰（德語：Rotwandlspitze），是德國的山峰，位於該國東南部，由巴伐利亞負責管轄，屬於卡爾文德爾山脈的一部分，海拔高度2,191米，每年平均降雨量1,666毫米。